# Formule 750 1974
De 750 cc Prijs van de FIM 1974 was de tweede raceserie in het Formule 750-kampioenschap, dat in 1973 door de Fédération Internationale de Motocyclisme werd ingesteld.

## Voorgeschiedenis
In 1969 zocht de American Motorcyclist Association toenadering tot de Fédération Internationale de Motocyclisme. Om erkenning voor haar races van de FIM te verkrijgen moest de AMA haar protectionistische reglementen ten gunste van Harley-Davidson in de Daytona 200 laten varen. Die reglementen hielden in dat motorfietsen met een zijklepmotor 750 cc mochten meten, terwijl kopklepmotoren slechts 500 cc mochten meten. Niet toevallig was Harley-Davidson het enige merk dat nog met zijkleppers racete. Door de veranderde reglementen konden Europese en Japanse 750cc-machines daar deelnemen. Meteen na de eerste "eerlijke" Daytona 200 in 1970 drongen journalisten en fabrikanten (vooral de BSA-groep) er bij de FIM op aan de formule van deze race over te nemen en al snel werd in Imola een tegenhanger georganiseerd. Zo ontstond een raceserie onder de naam "Daytona Type Races", die zou leiden tot de Formule 750. Het zou echter nog enkele jaren duren, en toen de raceserie eindelijk onder de vlag van de FIM georganiseerd werd was de BSA-groep al bijna failliet en konden de BSA Rocket 3/Triumph Trident-racers geen rol van betekenis spelen. In 1973 werd voor het eerst een 750cc-kampioenschap onder de vlag van de FIM verreden, maar een wereldkampioenschap was het nog niet. Daarom kreeg het kampioenschap de naam "750 cc Prijs van de FIM", maar in de volksmond was het al "Formule 750".

## 750 cc Prijs van de FIM 1974

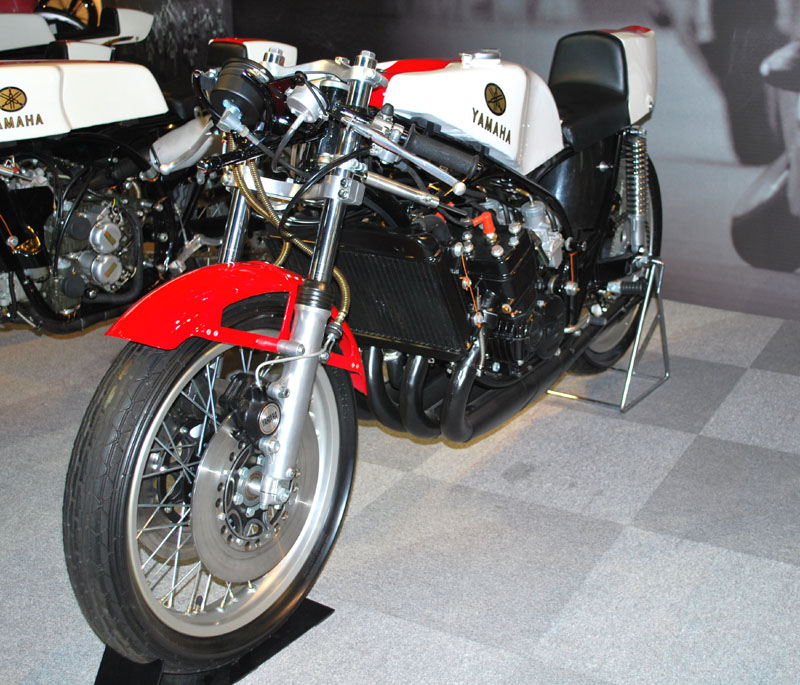
Organisatoren waren enthousiast om de 750 cc Prijs van de FIM te organiseren, maar niet zonder de Yamaha TZ 750

De kalender van deze tweede 750 cc Prijs van de FIM werd danig uitgedund toen de FIM zich realiseerde dat de Yamaha TZ 700 niet aan de homologatie-eisen voldeed. Een aantal organisatoren beslisten op het laatste moment de race om te zetten in een "open klasse", zodat deze machines toch aan de start konden komen. Dit tot verdriet van de andere merken, die nu geen punten konden scoren. De Grote Prijs van de FIM werd eigenlijk een farce, want van de geplande zeven races werden er slechts drie binnen de reglementen verreden. In Silverstone kwamen de meeste toprijders uit de eerste twee races niet eens aan de start. Het was duidelijk dat de 750cc-klasse populair was, maar de FIM-formule zonder de Yamaha TZ 750 niet.
De eerste race om de Grote Prijs van de FIM werd op het circuit van Jarama gereden en gewonnen door John Dodds met een Yamaha TZ 350, die op het bochtige circuit in het voordeel was ten opzichte van de zware 750cc-machines. Hij had zelfs 27 seconden voorsprong op Jack Findlay (Suzuki). Victor Palomo (Ducati) werd derde.
In het Finse Hämeenlinna reden de "thuisrijders" sterk. Pentti Korhonen won en Pentti Salonen werd derde, terwijl de tweede plaats voor Patrick Pons was.
Door het wegstrepen van een aantal wedstrijden was de F 750-race op Silverstone tijdens de John Player International Grand Prix al de afsluitende race van de Prijs van de FIM. Dat was toen echter nog niet bekend, want er stonden nog wedstrijden op Hockenheim en Daytona gepland, maar men vermoedde al dat ook die buiten het kampioenschap zouden vallen omdat de organisatoren de 694cc-Yamaha's erbij wilden hebben. Door het wegblijven van de meeste topcoureurs openden de Kawasaki's van Mick Grant en Yvon Duhamel en de Suzuki van Paul Smart de race. Daarna nam Barry Sheene de leiding over en hield die zeven ronden lang. Sheene moest met ontstekingsproblemen de pit in en Grant en Duhamel namen de leiding weer over. In de zeventiende ronde viel Grant uit. Paul Smart had tot dat moment de Kawasaki's op enige achterstand gevolgd, maar profiteerde van het oponthoud dat Duhamel door achterblijvers ondervond en won met 0,8 seconden voorsprong. John Dodds had aan zijn vijfde plaats voldoende om zich kampioen te mogen noemen. Patrick Pons werd in het kampioenschap tweede en Jack Findlay werd derde. Zowel Dodds als Pons hadden hun resultaten behaald met Yamaha TZ 350's, waarmee opnieuw duidelijk gemaakt werd dat 750cc-motoren in de "750 cc Prijs van de FIM" kansloos waren.

## Uitslagen
|   | Datum   | Race             | Circuit     | 1e              | 2e           | 3e             |
| - | ------- | ---------------- | ----------- | --------------- | ------------ | -------------- |
| 1 | 26 mei  | Spanje           | Jarama      | John Dodds      | Jack Findlay | Víctor Palomo  |
| 2 | 31 juli | Finland          | Hämeenlinna | Pentti Korhonen | Patrick Pons | Pentti Salonen |
| 3 | 11 aug. | Groot-Brittannië | Silverstone | Paul Smart      | Yvon Duhamel | Patrick Pons   |

## Eindstand
| Pos. | Coureur             | Motorfiets     | Ptn. |
| ---- | ------------------- | -------------- | ---- |
| 1    | John Dodds          | Yamaha TZ 350  | 27   |
| 2    | Patrick Pons        | Yamaha TZ 350  | 22   |
| 3    | Jack Findlay        | Suzuki TR 750  | 16   |
| 4    | Pentti Korhonen     | Yamaha TZ 350  | 15   |
|      | Paul Smart          | Suzuki TR 750  | 15   |
| 6    | Yvon Duhamel        | Kawasaki H 2 R | 12   |
| 7    | Víctor Palomo       | Ducati SS 750  | 10   |
|      | Pentti Salonen      | Yamaha TZ 350  | 10   |
| 9    | Hans Mühlebach      | Yamaha TZ 350  | 8    |
|      | Pekka Nurmi         | Yamaha TZ 350  | 8    |
|      | Stan Woods          | Suzuki TR 750  | 8    |
| 12   | Jean-Philippe Orban | Yamaha TZ 350  | 6    |

| Pos. | Coureur           | Motorfiets          | Ptn. |
| ---- | ----------------- | ------------------- | ---- |
| 13   | Guido Mandracci   | Suzuki TR 750       | 5    |
|      | Eero Hyvärinen    | Yamaha TZ 350       | 5    |
|      | Tony Rutter       | Kawasaki H 2 R      | 5    |
| 16   | José Maria Palomo | Norton Commando 750 | 4    |
|      | Billie Nelson (†) | Yamaha TZ 350       | 4    |
| 18   | Kjell Solberg     | Yamaha TZ 350       | 3    |
|      | John Williams     | Yamaha TZ 350       | 3    |
| 20   | Ingemar Larsson   | Yamaha TZ 350       | 2    |
|      | Steve Manship     | Yamaha TZ 350       | 2    |
| 22   | Tom Herron        | Yamaha TZ 350       | 1    |
|      | Dieter Braun      | Yamaha TZ 350       | 1    |

1973 ·
1974 ·
1975 ·
1976 ·
1977 ·
1978 ·
1979